# جورج وليامز (مهندس معماري)
جورج وليامز (بالإنجليزية: George Williams)‏ هو مهندس معماري أمريكي، ولد في 1860 في إلينوي في الولايات المتحدة، وتوفي في 22 ديسمبر 1929.